# Monastère de Tango
Le monastère de Tango est un édifice bouddhiste situé au Bhoutan, à 14 km au nord de la capitale Thimphou et à proximité de la montagne Cheri. C'est le moine tibétain Phajo Drugom Zhigpo (1184-1251) qui a fondé le monastère au XIIIe siècle. En 1688, Tenzin Rabgye, le quatrième roi du Bhoutan, a fait construire le bâtiment actuel. En 1616, le lama tibétain Shabdrung Ngawang Namgyal est parti méditer dans la grotte située à proximité du lieu. Hayagriva, la déesse du monastère, a donné son nom au lieu (tango en dzongkha signifie «tête de cheval»). Le monastère est affilié à l'école Drukpa du Kagyüpa,,.

## Histoire
La légende raconte que Phajo Drugom Zhigpo, un disciple de Dodeyna, était venu dispenser son enseignement dans la région. Il entendit alors le hennissement d'un cheval qui provenait de l'emplacement  de l'actuel monastère et, au même moment, il crut reconnaître dans la falaise l'image du dieu Tandin (tête de cheval ou Hayagriva) entourée de flammes. La divinité qui apparue ainsi devant Zhigpo lui indiqua que l'endroit était destiné à abriter un lieu de méditation. La prophétie précisait que Zhigpo se marierait avec la dakini, Khando Sonam Peldon et instituerait l'école Drukpa au Bhoutan. Une autre légende raconte que Padmasambhava visita l'endroit au VIIIe siècle et l'identifia comme une représentation de Hayagriva à tête de cheval.
Le shabdrung Ngawang Namgyal s'est enfui du Tibet vers le Bhoutan en 1616 alors qu'il avait 23 ans. Il a été attaqué par l'armée tibétaine envoyée par son ennemi, Deb Tsangpa. Fort heureusement, il est parvenu à maîtriser ses assaillants et a pu entamer une longue méditation aux grottes du monastère de Tango. Cette période lui a permis d'y réaliser le rituel tantrique de Gempo. La légende populaire raconte que, grâce à ses pouvoirs spirituels, le Shabdrung provoqua l'anéantissement de la dynastie tibétaine des Deb Tsangpa. Il a raconté cette victoire en écrivant le Nga Chudugma (Mes seize réalisations). On raconte également qu'il donna le nom de Duduel Phug au monastère et qu'ensuite il retourna dans la grotte pour reprendre sa méditation. Malheureusement il fut à nouveau attaqué par ses ennemis. Namgyal survécu, ce qui fut considéré comme un miracle par ses partisans. Durant cette période, son père, Tenpai Nima, vint à mourir ; il décida de procéder à sa crémation et de l’inhumer dans la grotte du monastère.
Gyalse Tenzin, en tant que 4ème dirigeant temporaire, reconstruisit le bâtiment dans sa forme actuelle en 1688 et 1689. Le monastère, construit avec 12 angles, comporte une tour-galerie centrale de 3 étages. Il fut encore agrandi aux  XVIIIe siècle et XIXe siècle,. À la fin du XIXe siècle, Shabdrung Jigmre Choegyal a installé un toit doré et en 1977, Ashi Kesang Wangchuck a restauré la structure du bâtiment. Le monastère a été de nouveau rénové au milieu des années 1990 et est actuellement la résidence du septième Tri Rinpoché, une jeune incarnation de Tenzin Rabgye. C'est aujourd'hui une école monastique d'enseignement supérieur,.

## Architecture
Le monastère de Tango a la structure d'un dzong. Son mur extérieur a une forme semi-circulaire caractéristique et une grande tour à décochements. Il recouvre les grottes où depuis XIIe siècle, les saints bouddhistes méditaient et faisaient des miracles,,. Derrière les moulins à prière il y a des ardoises gravées, tandis qu'à l'intérieur de la cour une galerie illustre les dirigeants de la lignée Drukpa Kagyu.

### Grottes
Depuis le XIIe siècle, et jusqu'à la construction du monastère, les grottes ont servi de lieu de méditation pour les saints. La paroi rocheuse nommée « tête de cheval » ou « Hayagriva » fait partie intégrante de l'ensemble rocheux. Les grottes sont réparties sur deux niveaux : les grottes inférieure et les grottes supérieures avec un passage central secret naturel. La caverne centrale est dite « grotte d’une dakini aux couleurs rouges et noires et siège d'une demeure divine naturelle ».

### Temples

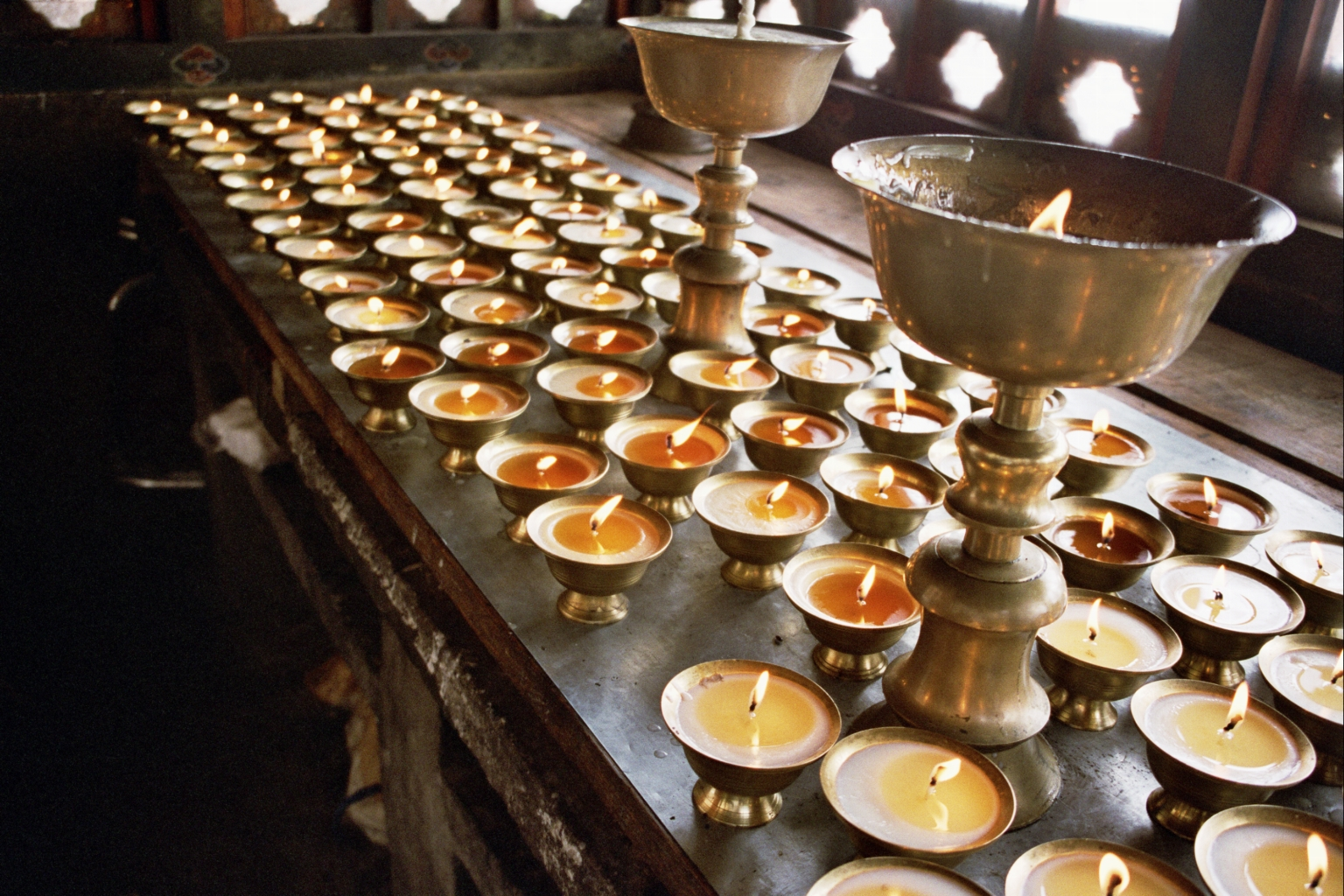
Lampes à beurre allumées dans les chapelles du monastère.

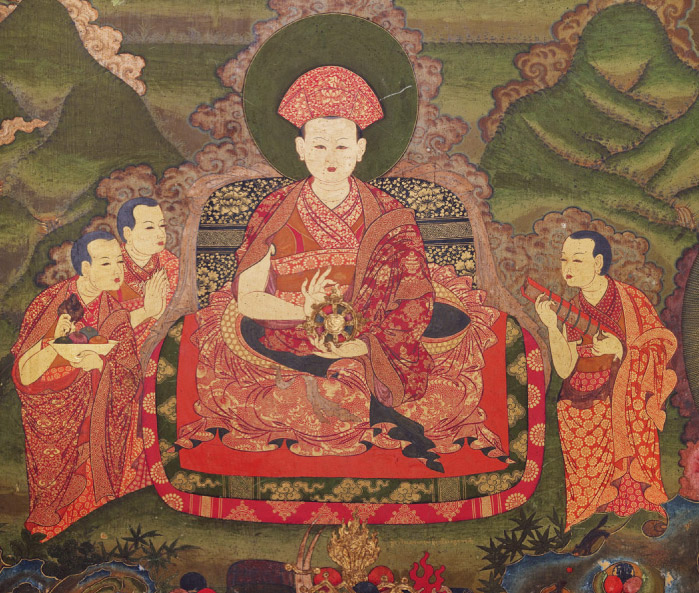
Peinture murale de Tenzin Rabgye.

C'est Gyalse Tenzin Rabgyein qui a fait construire le monastère en seulement deux mois. L'ensemble est composé de six temples, le lhakhang Trulku, le Longku, le Choeku, le Guru, le Namsey et le Gonkhang (chapelle intérieure dédiée à une divinité).
Le monastère a été bâti je descends la direction de Gyalse Tenzin Rabgyein en un bref lapso de deux mois. L'institution présente six temples, à savoir, les  , Longku, Choeku, Guru, Namsey et le Gonkhang (chapelle intérieure consacrée à une deidad).
Dans le temple Trulku, la divinité principale est un Bouddha fait d'or et de cuivre. La statue mesure trois fois la taille d'une personne et a été sculptée par le Népalais Panchen Deva. À côté de la divinité principale se trouve un Bouddha Dipankara en argile moulé dans des métaux médicinaux et une statue de Maitreya. Les autres objets de vénération du monastère sont une pierre portant l'empreinte de Jetsuen Tenzinma, la fille de Ngawang Tenzin, des impressions en pierre de chevaux, de chèvres et de moutons, et une clé en or en forme de tête de cheval découverte par Ngawang Tenzin. Un autre temple adjacent, le Gonkhang, est dédié au Mahakala à quatre mains (Pel Yeshey Gonpo, la divinité protectrice) tenant un crâne dans une main. Le crâne serait celui du roi tibétain Thrisong Detsan,.
Au deuxième étage, la statue en or et cuivre d'Avalokiteshvara, le Bouddha de la Compassion, est installée dans le Longku lhakhang. On voit également à cet étage le temple de Guru Rinpoché et le palais Namse. Dans le temple de Namsey, on vénère la statue de Namsey (Vaisravana, le dieu de la richesse).
Au troisième étage, se trouvent les temples Dharmakaya et une statue en or et cuivre du Bouddha Amitayus (réalisée par Panchen Deva). L'image de Bouddha est flanquée d'une statue du Shabdrung Ngawang Namgyal et d'une figure d'argile grandeur nature, fabriquée à partir de métaux médicinaux, par Gyalse Tenzin Rabgye. La chambre de Gyalse Tenzin Rabgye est située à droite des temples. Au centre de cette pièce se trouve une image de Guru Rinpoché (qui est apparu dans la vision de Tenzin Rabgye). Les trois étages du monastère abritent différentes peintures murales.

## Festivals
Le Yarney (Yar signifie « été » et Ney signifie « rester ») se déroule durant la période de retraite estivale des moines. C'est un festival annuel important organisé dans le monastère. Initié depuis 1967, il commence le 15e jour du sixième mois du calendrier bhoutanais et se termine le 30e jour du septième mois, ce qui correspond au mois d'août ou septembre du calendrier grégorien. Durant cette période d'un mois et demi, les moines suivent des règles monastiques plus strictes. Ils portent des robes de cérémonie jaunes, chantent des prières élaborées avant et après avoir mangé, renoncent à prendre le repas de l'après-midi, ne quittent pas l'enceinte du monastère et ne participent à aucun type de divertissement. De telles observances sont considérées comme particulièrement bénéfiques. Durant cette période, les gens du peuple font des offrandes de nourriture aux moines,.